# Autoestrada A8
Die Autoestrada A8 oder Auto-Estrada do Oeste ist eine Autobahn in Portugal. Die Autobahn beginnt in Lissabon und endet in Leiria.

## Größere Städte an der Autobahn
- Lissabon
- Torres Vedras
- Bombarral
- Caldas da Rainha
- Marinha Grande
- Leiria